# Lu Xun
Lu Xun (chino tradicional: 魯迅, chino simplificado: 鲁迅, pinyin: Lǔ Xùn, Wade-Giles: Lu Hsün) (Shaoxing, 25 de septiembre de 1881-Shanghái, 19 de octubre de 1936) fue un escritor chino. Representante máximo del Movimiento del Cuatro de Mayo, está considerado el padre de la literatura moderna en China. 
Formó parte de la Liga de Escritores de Izquierda, grupo de intelectuales afines al Partido Comunista de China, y se destacó por sus ataques a la cultura china tradicional y su defensa de la necesidad de acometer reformas profundas en la cultura y la sociedad chinas. En este sentido, abogó por la reforma lingüística, siendo uno de los primeros escritores que, siguiendo las ideas de intelectuales como Hu Shih, utilizó el chino vernáculo (白話 / 白话 báihuà) en lugar del chino clásico (文言 wényán) como medio de expresión literaria. 

## Biografía

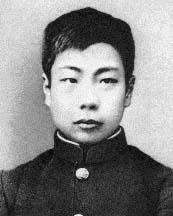
Lu Xun de joven, 1903.

Nacido en la localidad de Shaoxing, en la provincia de Zhejiang, de pequeño le dieron el nombre de Zhou Zhangshou, que más adelante cambiaría por el definitivo de Zhōu Shùrén (周樹人 / 周树人). Entre 1902 y 1909 vivió en Japón, donde empezó a estudiar medicina en la Facultad de Medicina de Sendai (en la actualidad parte de la Universidad de Tohoku). Sin embargo, Lu Xun no acabaría sus estudios de medicina. Según él mismo contaría años más tarde, la convicción de que lo que China realmente necesitaba era una reforma de su cultura y su sociedad habría provocado su pérdida de interés por la medicina. Lu Xun decidió dedicarse a la literatura.
En 1909 vuelve a China, y se radica en Pekín. Participa en la revista reformista Nueva Juventud (新青年 xīnqīngnián), que había sido fundada por Chen Duxiu. Precisamente en esta revista se publica en 1918 su relato breve "Diario de un Loco", obra pionera en su género escrita en lengua vernácula. En este momento, empieza a utilizar el pseudónimo "Lu Xun".
En los años siguientes, continuará escribiendo y seguirá comprometido con su causa reformista. Aunque no llegó a militar en el Partido Comunista de China, fundado por Chen Duxiu en Shanghái en 1921, participaría de manera destacada en la Liga de Escritores de Izquierda, organización afín al Partido Comunista fundada en 1930. Durante este tiempo, Lu Xun participó en polémicas sobre el sentido de la literatura como medio de reforma social. Además de defender el uso de la lengua vernácula, Lu Xun abogaba también por la abolición del uso de los caracteres chinos, y se mostró partidario de la adopción del sistema de escritura latinxua, uno de los múltiples sistemas de escritura del chino con alfabeto latino usados en aquella época, de origen ruso.
Uno de los debates intelectuales más intensos fue el que sostuvo con Liang Shiqiu. Este escritor, vilipendiado por la propaganda posterior del Partido Comunista de China, sostenía que la literatura sólo debía reflejar emociones humanas, y no ser un instrumento al servicio de la ideología. Liang criticó también la calidad de las traducciones del ruso de Lu Xun. Estos ataques de Liang, en 1930, motivaron una meditada respuesta de Lu Xun, en uno de sus ensayos más largos. Además de estas discusiones con intelectuales ideológicamente distantes, Lu Xun se vería también envuelto en enfrentamientos en el propio seno de la Liga, que fue disuelta formalmente en la primavera de 1936. Pocos meses después, Lu Xun moría, aquejado de tuberculosis, en Shanghái.

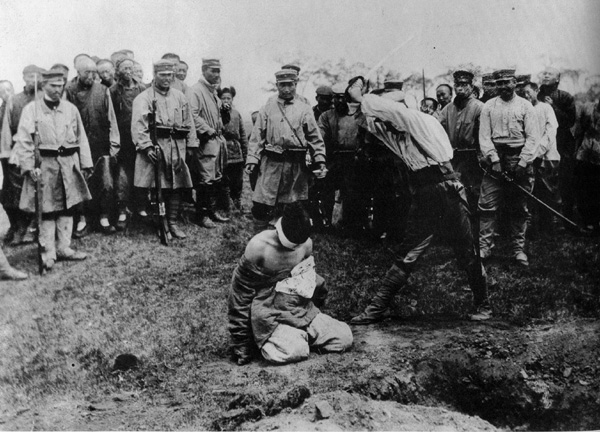
Ejecución por degollamiento de una persona china por un soldado japonés como presunto espía, durante la guerra ruso-japonesa; ejecución posiblemente presenciada por Lu Xun en 1905.

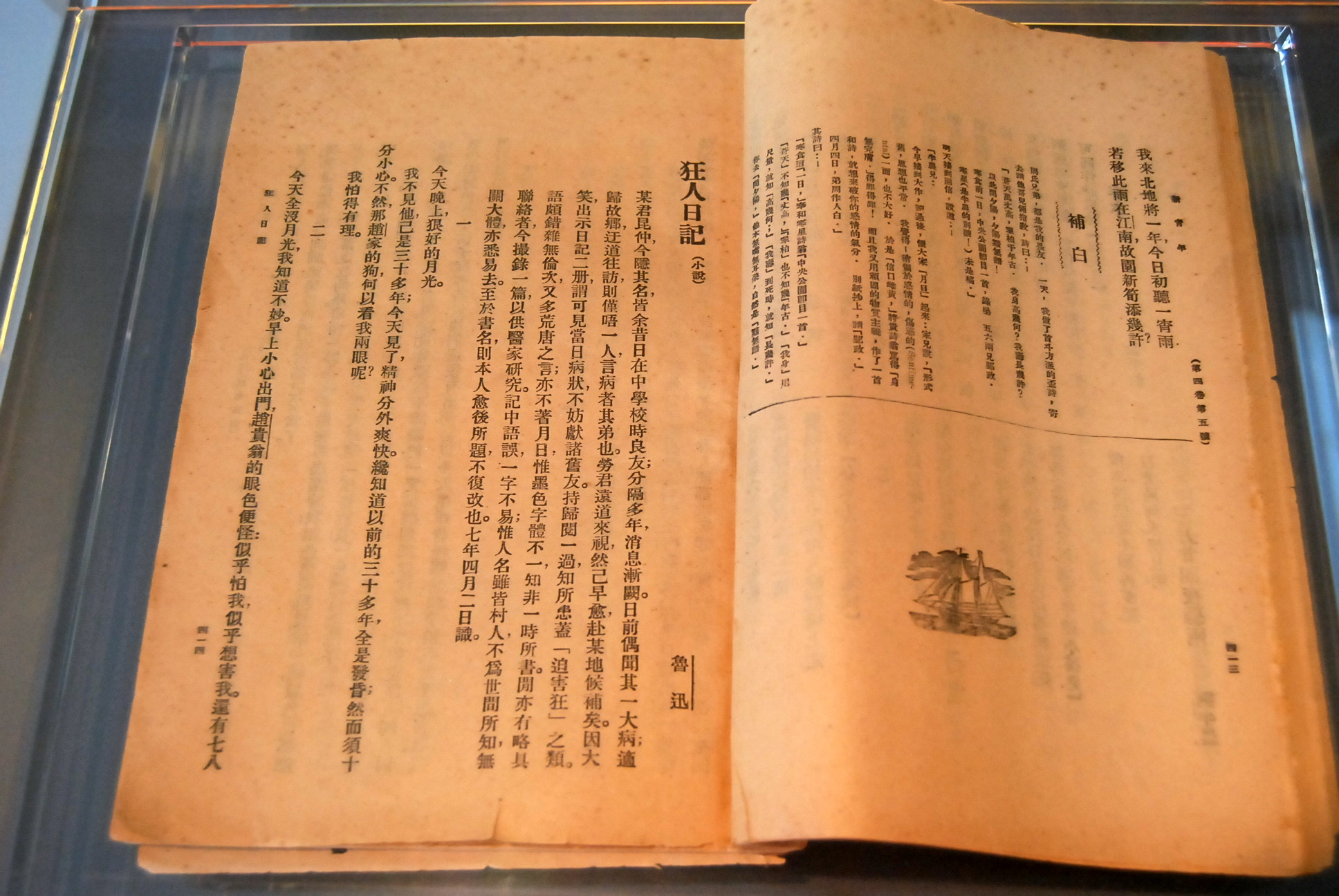
El diario de un loco, publicado en el volumen 4, número 5 de la revista La Jeunesse (Nueva Juventud), en la actualidad en la colección del Museo Lu Xun de Beijing.

## Obra
Su obra incluye relatos breves y ensayos.
Sus dos relatos más famosos son:
- Diario de un Loco (狂人日記 / 狂人日记 / Kuángrén Rìjì) (1918)
- La verdadera historia de Ah Q (阿Q正傳 / 阿Q正传 / Ā Q Zhèngzhuàn) (1921)

A estos dos relatos les seguirían otros relatos y recopilaciones, así como numerosos ensayos y un libro de poemas en prosa, Pánhuáng (彷徨, "Caminando de un lado para otro"), publicado en 1926. En 1930 publicó Zhōngguó Xiǎoshuō Shǐlüè (中國小說史略 / 中国小说史略, "Historia Concisa de la Ficción China"), una de las primeras obras de crítica literaria sobre la ficción china de principios del siglo XX.
Lu Xun también tradujo obras de autores rusos, como Almas muertas de Nikolái Gógol.

## Estilo y pensamiento
Lu Xun fue un escritor versátil. Escribió utilizando tanto las convenciones tradicionales chinas como las formas literarias europeas del siglo XIX. Su estilo se ha descrito en términos igualmente amplios, transmitiendo tanto "compromiso simpático" como "distanciamiento irónico" en distintos momentos. Sus ensayos son a menudo muy incisivos en sus comentarios sociales, y en sus relatos su dominio de la lengua vernácula y el tono hacen que algunas de sus obras literarias (como "La verdadera historia de Ah Q") sean difíciles de transmitir a través de la traducción. En ellas, a menudo se mueve en una fina línea entre la crítica a las locuras de sus personajes y la simpatía por esas mismas locuras. Lu Xun era un maestro de la ironía y la sátira (como puede verse en "La verdadera historia de Ah Q") y, sin embargo, también podía escribir una prosa impresionantemente directa ("Mi viejo hogar", "Un pequeño incidente").

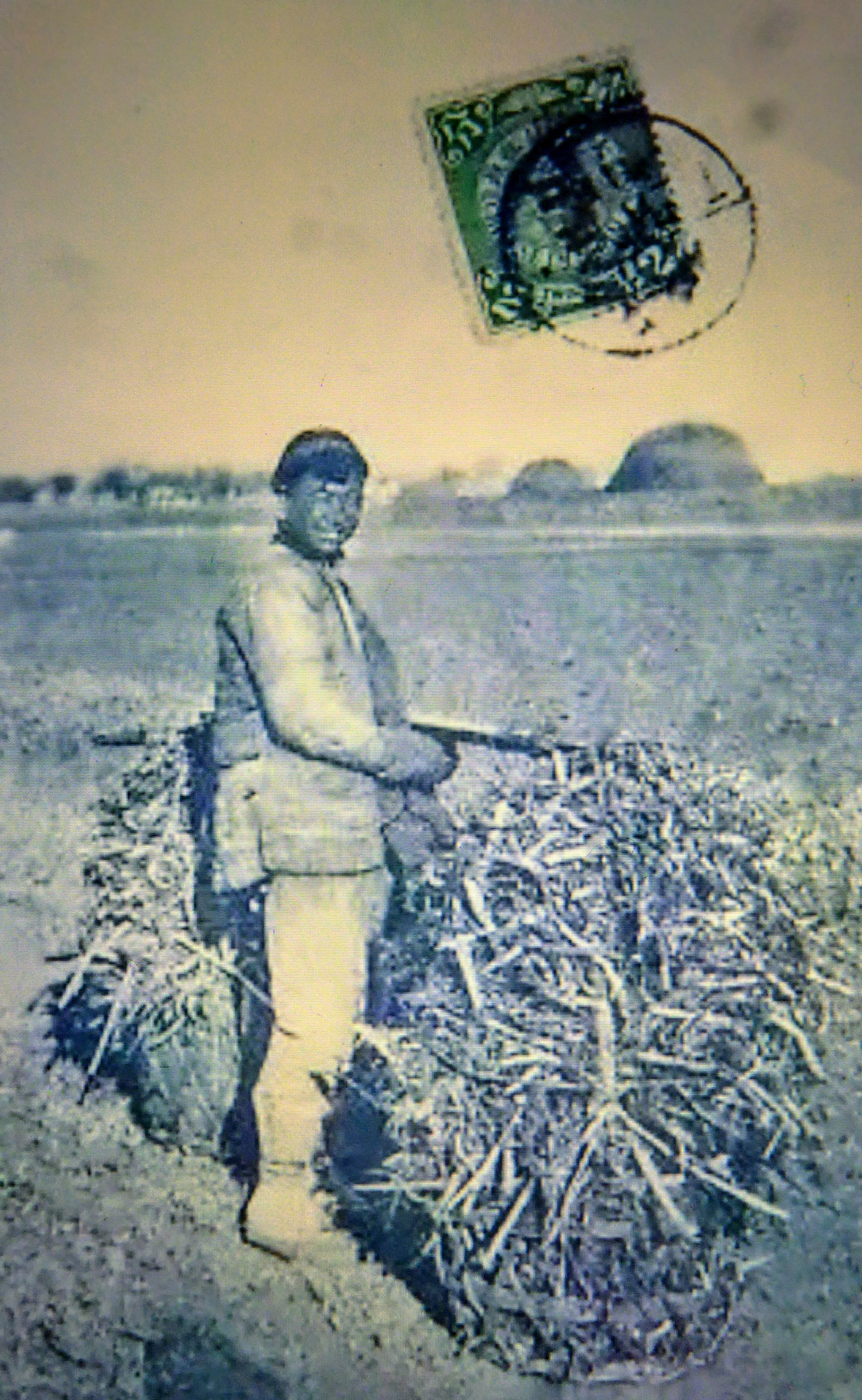
Campesino chino hacia 1909 en Tianjin.

Lu Xun suele ser considerado por Mao Zedong como el escritor chino más influyente relacionado con el Movimiento del Cuatro de Mayo. Criticó con dureza los problemas sociales de China, sobre todo en su análisis del "carácter nacional chino". En ocasiones se le calificó de "paladín de la humanidad común".
Lu Xun consideraba que la Revolución Xinhai de 1911 había sido un fracaso. En 1925 opinó: "Creo que la llamada República de China ha dejado de existir. Siento que, antes de la revolución, yo era un esclavo, pero poco después de la revolución, he sido engañado por los esclavos y me he convertido en su esclavo". Incluso recomendó a sus lectores que tuvieran en cuenta la crítica de la cultura china en Características chinas, del escritor misionero Arthur Smith. Su desilusión con la política le llevó a concluir en 1927 que la "literatura revolucionaria" por sí sola no podía provocar un cambio radical. Más bien, los "hombres revolucionarios" debían liderar una revolución utilizando la fuerza. Al final, experimentó una profunda decepción con el nuevo Gobierno nacionalista, que consideraba ineficaz e incluso perjudicial para China.

## Legado

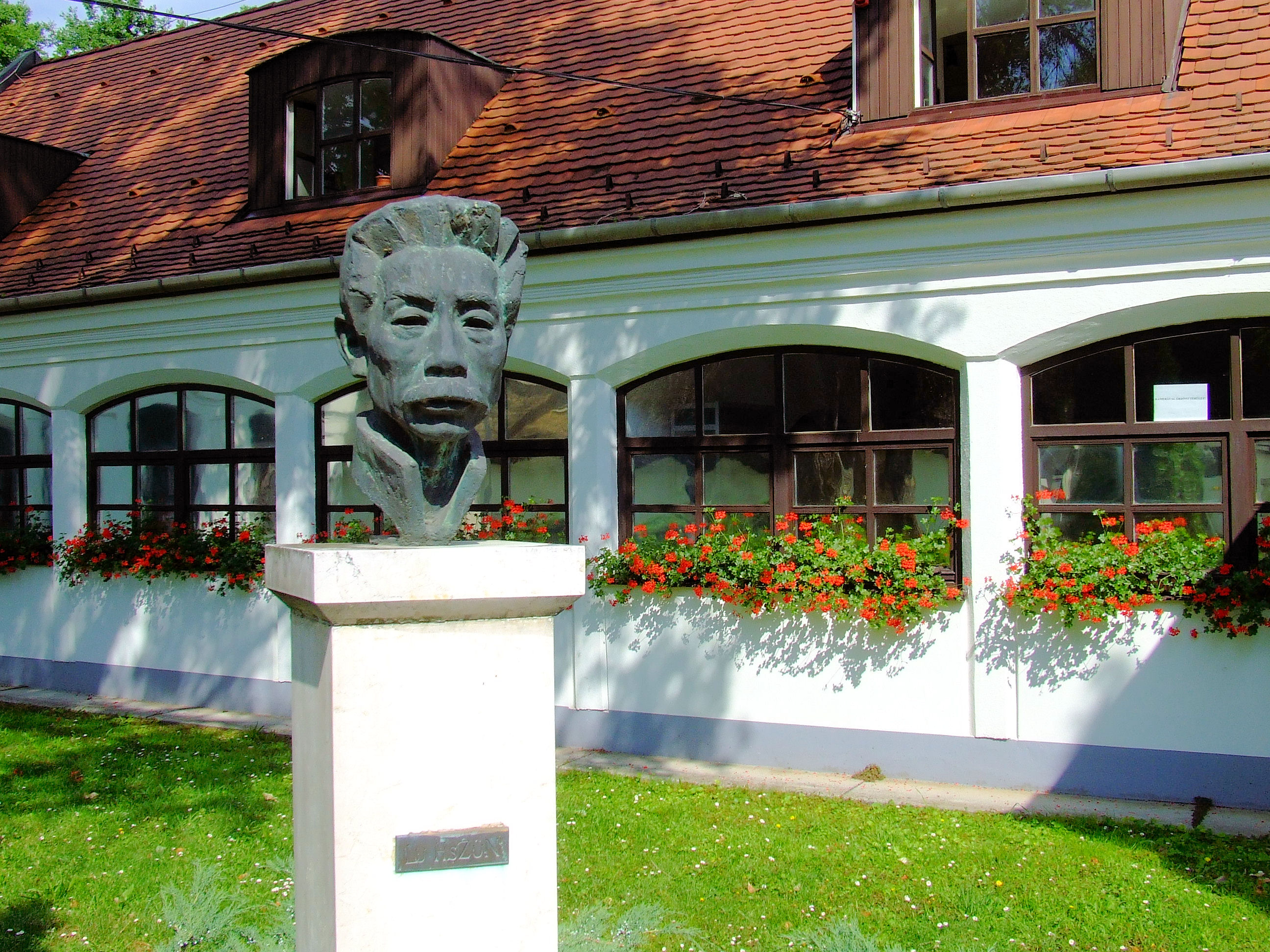
Busto de Lu Xun en Kiskőrös, Hungría.

Lu Xun ha sido descrito por el premio Nobel Kenzaburō Ōe como "El mayor escritor que Asia produjo en el siglo XX"  Poco después de la muerte de Lu Xun, Mao Zedong lo llamó "el santo de la China moderna", pero utilizó su legado de forma selectiva para promover sus propios objetivos políticos. En 1942, citó a Lu fuera de contexto para decir a su público que fuera "un buey dispuesto" como lo fue Lu Xun, pero dijo a los escritores y artistas que creían en la libertad de expresión que, como las zonas comunistas ya estaban liberadas, no necesitaban ser como Lu Xun. Tras el establecimiento de la República Popular China en 1949, los teóricos literarios del Partido Comunista presentaron su obra como ejemplos ortodoxos de la literatura comunista, aunque todos los discípulos cercanos de Lu de los años treinta fueron purgados. Mao admitió que, si Lu hubiera sobrevivido hasta la década de 1950, "se habría callado o habría ido a la cárcel".

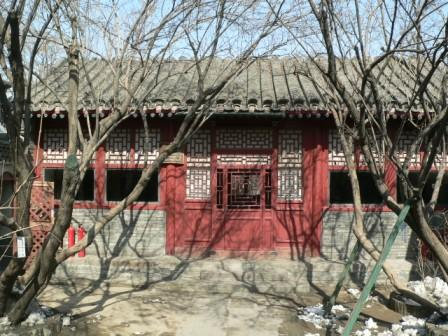
Museo Lu Xun de Pekín

Los líderes del partido lo describían como el "dibujante del futuro comunista" y Mao Zedong lo definía como el "comandante en jefe de la Revolución Cultural China", aunque Lu no se afilió al partido. Durante las décadas de 1920 y 1930, Lu Xun y sus contemporáneos se reunían a menudo de manera informal para mantener debates intelectuales libres, pero tras la fundación de la República Popular en 1949, el Partido buscó un mayor control sobre la vida intelectual en China, y este tipo de independencia intelectual fue reprimida, a menudo violentamente.
Por último, el propio estilo satírico e irónico de Lu Xun fue desalentado, ridiculizado y, en la medida de lo posible, destruido. En 1942, Mao escribió que "el estilo del ensayo no debe ser simplemente como el de Lu Xun. [En una sociedad comunista] podemos gritar a los cuatro vientos y no tenemos necesidad de expresiones veladas y ambiguas, que son difíciles de entender para el pueblo". En 2007, algunas de sus obras más sombrías fueron retiradas de los libros de texto escolares. Julia Lovell, que ha traducido los escritos de Lu Xun, especuló con que "quizá también fuera un intento de disuadir a la juventud de hoy de los inconvenientes hábitos culpabilizadores de Lu Xun"
Durante la Revolución Cultural, el Partido Comunista aclamó a Lu Xun como uno de los padres del comunismo en China, pero irónicamente suprimió la cultura intelectual y el estilo de escritura que representaba. En la actualidad, algunos de sus ensayos y escritos forman parte del plan de estudios obligatorio de la escuela primaria y secundaria en China.
Lu completó volúmenes de traducciones, sobre todo del ruso. Admiraba especialmente a Nikolai Gogol e hizo una traducción de Almas muertas. El título de su primer relato, "Diario de un loco", se inspiró en el relato homónimo de Gogol. Como escritor de izquierdas, Lu desempeñó un papel importante en el desarrollo de la literatura china moderna. Sus libros fueron y siguen siendo muy influyentes y populares hoy en día, tanto en China como a escala internacional. Las obras de Lu Xun aparecen en los libros de texto de secundaria tanto en China como en Japón. Los japoneses le conocen por el nombre de Rojin (ロジン en Katakana o 魯迅 en Kanji).
Debido a su implicación política izquierdista y al papel que sus obras desempeñaron en la posterior historia de la República Popular China, las obras de Lu Xun estuvieron prohibidas en Taiwán hasta finales de la década de 1980. Fue uno de los primeros partidarios del movimiento Esperanto en China.
La importancia de Lu Xun para la literatura china moderna reside en el hecho de que contribuyó significativamente a casi todos los medios literarios modernos durante su vida. Escribió relatos, poemas en prosa y ensayos en un estilo claro y lúcido que influyó en muchas generaciones. Las dos colecciones de cuentos de Lu Xun, Nahan (Llamada a las armas) y Panghuang (Vagabundeo), suelen ser aclamadas como clásicos de la literatura china moderna. Las traducciones de Lu Xun fueron importantes en una época en la que apenas se leía literatura occidental, y sus críticas literarias siguen siendo agudas y persuasivas.
La obra de Lu Xun también ha recibido atención fuera de China. En 1986, Fredric Jameson citó "Diario de un loco" como el "ejemplo supremo" de la forma de "alegoría nacional" que adopta toda la literatura del Tercer Mundo. Gloria Davies compara a Lu Xun con Nietzsche, afirmando que ambos estaban "atrapados en la construcción de una modernidad que es fundamentalmente problemática". Según Leonardo Vittorio Arena, Lu Xun cultiva una postura ambigua hacia Nietzsche, una mezcla de atracción y repulsión, esta última por los excesos de estilo y contenido de Nietzsche.
- Un importante premio de literatura en China, el Premio Literario Lu Xun, lleva su nombre.
- El asteroide Asteroide (233547) 2007 JR27 lleva su nombre.
- Un cráter en Mercurio lleva su nombre.
- El artista Shi Lu adoptó la segunda mitad de su seudónimo debido a su admiración por Lu Xun.[11]

## Influencia
La influencia de Lu Xun sobre los escritores chinos de las generaciones siguientes ha sido muy grande. Además, la afinidad ideológica de Lu Xun con el comunismo le ha permitido gozar de una posición de privilegio en el canon literario de la República Popular China. Y el amor al pueblo chino, sus pensamientos y críticas profundos y preocupaciones sobre el futuro de la nación china en una era tan caótica le ha permitido seguir afectando a las nuevas generaciones en China.  En Taiwán, por el contrario, se le ignoró durante mucho tiempo por su ideología de izquierdas, aunque en la actualidad ya se le reconoce como una de las grandes figuras literarias del siglo XX, cuyas influencias al circo cultural chino ya ha trascendido al límite de ideología.